# Lichtenhagen, Rostock

Lichtenhagens läge i Rostock.

Lichtenhagen är en stadsdel i Rostock, Tyskland. Området byggdes under den östtyska tiden åren 1974–1976. Stadsdelen har fått sitt namn av den närliggande byn Lichtenhagen. Invånarantalet var som högst 1988 med 20 276 invånare, 2006 bodde 13 467 personer i stadsdelen. 2013 hade stadsdelen 14 171 invånare och den negativa trenden hade vänt. 1992 skedde upploppen i Lichtenhagen. 

## Kollektivtrafik
I stadsdelen ligger Rostock-Lichtenhagen järnvägsstation som trafikeras av samtliga linjer i Rostocks pendeltågsnät. 
Spårvägslinjerna 1 och 5 vänder på hållplatsen Mecklenburger Allee. 